# Djuba-Djuba
Djuba-Djuba (russisk: Дюба-Дюба) er en russisk spillefilm fra 1992 instrueret af Aleksandr Khvan.

## Medvirkende
- Oleg Mensjikov som Andrej Pletnjov
- Anzjela Beljanskaja som Tanja Vorobjova
- Grigorij Konstantinopolskij som Viktor
- Aleksandr Tjunin som Igor
- Aleksandr Negreba som Kolja